# پروژه کتاب آبی (مجموعه تلویزیونی)
پروژهٔ کتاب آبی (به انگلیسی: Project Blue Book) یک مجموعهٔ تلویزیونی در ژانر درام-تاریخی است که از ۸ ژانویهٔ ۲۰۱۹ در شبکهٔ تلویزیونی هیستوری منتشر شده‌است. آیدان گیلن در نقش اصلی فیلم دکتر جی الن هاینک بازی می‌کند و فصل اول شامل ۱۰ قسمت است. این مجموعه بر اساس پروژه کتاب آبی که از سوی نیروی هوایی ایالات متحده آمریکا برای مطالعه بر روی یوفوها تدارک دیده شده بود، ساخته شده‌است. در ۱۰ فوریه ۲۰۱۹، شبکه هیستوری سریال را برای فصل دوم در ۱۰ قسمت تمدید کرد، فصل دوم این سریال در ۲۱ ژانویهٔ ۲۰۲۰ منتشر شد. در می ۲۰۲۰، اعلام شد که ساخت این سریال کنسل شده‌است. دادخواستی در ۷ می ۲۰۲۰ توسط طرفداران سریال برای حمایت از سازندگان، در پیدا کردن یک شبکه جدید برای تولید سریال راه اندازی شد.

## داستان
این مجموعه حول محور پروژه واقعی کتاب آبی می‌چرخد، مجموعه‌ای از تحقیقات مخفی در مورد برخوردهای احتمالی بشقاب پرنده‌ها و پدیده‌های غیرقابل توضیحی که توسط نیروی هوایی ایالات متحده با پروفسور شکاک اخترفیزیک و یوفوشناس جی الن هاینک در دهه ۱۹۵۰ و ۱۹۶۰ انجام شد. با شریک خود، کاپیتان کهنه‌کار نیروی هوایی، کاپیتان مایکل کویین، رویت‌ها را در سراسر ایالات متحده بررسی می‌کنند و دکتر هاینک متوجه می‌شود که همه چیز را نمی‌توان با علم توضیح داد.

## بازیگران و شخصیت‌ها

### اصلی
- آیدان گیلن در نقش دکتر جی آلن هاینک، ستاره‌شناس، اخترفیزیکدان، پروفسور و یوفولوژیست که روی پروژه کتاب آبی کار می‌کند.[۲] هاینک که در ابتدا در مورد وجود حیات بیگانه و بشقاب پرنده‌ها تردید داشت، سعی می‌کند با استفاده از ذهن تحلیلی و علمی خود، موارد را توضیح دهد.
- مایکل مالارکی در نقش کاپیتان مایکل کویین، یک سرباز کهنه‌کار که با نیروی هوایی ارتش ایالات متحده به عنوان خلبان در طول جنگ جهانی دوم خدمت می‌کرد و با دکتر هاینک در پروژه کتاب آبی کار می‌کرد.[۹] شخصیت کاپیتان ادوارد جی. روپلت از USAF، اولین کارگردان پروژه واقعی کتاب آبی الهام گرفته شده‌است.
- لارا منل در نقش میمی هاینک، همسر آلن هاینک.[۱۰]
- سنیا سولو در نقش سوزی میلر، دوست و همسایه میمی هاینک، همچنین یک مأمور کاگ‌ب.[۱۱]
- مایکل هارنی در نقش ژنرال هیو ولنتاین، یک مقام عالی‌رتبه نظامی و بنیان‌گذار پروژه کتاب آبی.[۱۱] این شخصیت از سرلشکر USAF چارلز پی کبل، بنیان‌گذار پروژه واقعی کتاب آبی الهام گرفته شده‌است.
- نیل مک‌دونا در نقش ژنرال جیمز هاردینگ، یک مقام عالی‌رتبه نظامی و یکی از بنیانگذاران پروژه کتاب آبی.[۱۲] این شخصیت از سرتیپ USAF ویلیام گارلند، یکی از اعضای ستاد ژنرال چارلز پی کبل در طول دوره زمانی پروژه واقعی کتاب آبی الهام گرفته شده‌است.

### مکمل
- رابرت جان برک در نقش ویلیام فرچایلد، وزیر دفاع ایالات متحده.[۱۳]
- ایان تریسی در نقش «تعیین‌کننده» با نام مستعار «مردی با کلاه» (بعدها مشخص شد که یکی از مردان سیاه پوش است)، مردی مرموز که دکتر هاینک را دنبال می‌کند.
- مت اولری در نقش ستوان هنری فولر، خلبان نیروی هوایی ارتش آمریکا که هاینک و کوین در اولین موردشان با هم آشنا می‌شوند.
- نیکلاس هلمز در نقش جوئل هاینک، پسر میمی و آلن.
- کوری گراهام به عنوان همکار سوزی، همچنین یک مأمور کاگ‌ب.
- جیل موریسون در نقش فی، یکی از اعضای نیروی هوایی و منشی کاپیتان کوین در پایگاه نیروی هوایی رایت پترسون.
- مایکل ایمپریولی در نقش ادوارد ریزوتو، یک مأمور دوگانه آمریکایی/روسی.

### شخصیت‌های تاریخی
- آدام گریدون رید در نقش دونالد کیهو (که در تیتراژ با عنوان "Kehoe" نوشته شده‌است)، نویسنده آمریکایی و محقق یوفو. کیهو در دهه ۱۹۵۰ و اوایل تا اواسط دهه ۱۹۶۰ به‌طور گسترده به عنوان رهبر در زمینه یوفولوژی شناخته می‌شد و در قسمتی با عنوان "چراغ‌های لوباک" ظاهر شد.
- توماس کرچمان در نقش ورنر فون براون، مهندس هوافضا آلمانی-آمریکایی. فون براون پیش از آمدن به ایالات متحده برای توسعه موشک برای ناسا، با حضور در "عملیات Paperclip"، چهره پیشرو در توسعه فناوری موشک در آلمان نازی بود.
- باب گانتون در نقش پرزیدنت هری اس ترومن، سی و سومین رئیس‌جمهور ایالات متحده، در "The Washington Merry-Go Round".[۱۴]
- کاسپار فیلیپسون در نقش سناتور جان اف کندی، حضور در فصل دوم.[۱۵]

## قسمت‌ها
| فصل | قسمت‌ها | قسمت‌ها | تاریخ اصلی روی آنتن رفتن | تاریخ اصلی روی آنتن رفتن |
| فصل | قسمت‌ها | قسمت‌ها | اولین بار                | آخرین بار                |
| --- | ------ | ------ | ------------------------ | ------------------------ |
| ۱   | ۱۰     | ۱۰     | ۸ ژانویه ۲۰۱۹            | ۱۲ مارس ۲۰۱۹             |
| ۲   | ۱۰     | ۱۰     | ۲۱ ژانویه ۲۰۲۰           | ۲۴ مارس ۲۰۲۰             |

### فصل اول (۲۰۱۹)
| شم. کلی | شم. در فصل | عنوان                | کارگردان       | نویسنده                     | تاریخ انتشار اصلی | U.S. تعداد بیننده (میلیون) |
| --- | ---------- | -------------------- | -------------- | --------------------------- | ----------------- | -------------------------- |
| ۱ | ۱          | «سگ جنگ فولر»        | رابرت اشترمبرگ | دیوید اولری                 | ۸ ژانویه ۲۰۱۹     | 2.27                       |
| در سال ۱۹۵۲، دکتر ج. صنایع دستی در فارگو این دو برای صحبت با فولر و تماشای هواپیمای فولر به فارگو می‌روند. در همین حال، همسر آلن، میمی، در حین خرید دوست جدیدی پیدا می‌کند، سوزی میلر. این دو در ابتدا به این نتیجه رسیدند که فولر یک بالون هواشناسی را دیده‌است، اگرچه هاینک شروع به تردید در صحت این راه حل می‌کند. کوین هاینک را بلند می‌کند تا به او ثابت کند که اشتباه می‌کند و پرواز فولر را بازسازی کند، که در نهایت به تصادف دو نفر در میدانی ختم می‌شود، جایی که هاینک یک شخصیت مرموز را می‌بیند که ناپدید می‌شود. هاینک در بیمارستان با فولر گفتگوی دردسرساز دارد. بعداً در حالی که به خانه می‌رفت، او توسط یک ماشین سیاه مرموز دنبال می‌شود، که او سپس به دنبال آن به یک نمایشگاه متروکه می‌رود، که به نظر می‌رسد نوعی مرکز مخفی را پنهان می‌کند. به نظر می‌رسد سوزی دنبال هاینکس است، در حالی که فولر به زور از بیمارستان برده می‌شود. رویارویی با بشقاب پرنده‌ها بر اساس آن استحادثه دعوای سگ گورمن. |            |                      |                |                             |                   |                            |
| ۲ | ۲          | «هیولا فلت وودز»     | رابرت اشترمبرگ | شان یابلونسکی               | ۱۵ ژانویه ۲۰۱۹    | 1.88                       |
| دکتر هاینک و کاپیتان کوین در مورد یک زن و دو فرزندش که شاهد سقوط بشقاب پرنده در نزدیکی مزرعه خود و بیرون آمدن یک موجود بیگانه از لاشه آتشین بودند، در ویرجینیای غربی تحقیق می‌کنند. بر اساس پرونده Flatwoods Monster. |            |                      |                |                             |                   |                            |
| ۳ | ۳          | «چراغ‌های لوباک»      | پیت تراویس     | هارلی پیتون                 | ۲۲ ژانویه ۲۰۱۹    | 1.95                       |
| هنگامی که شهروندان Lubbock، تگزاس شاهد یک کاردستی مرموز V شکل در آسمان شب بودند، هاینک و کوین برای بررسی رویت انبوه آورده می‌شوند. رؤیت انبوه بر اساس حادثه Lubbock Lights است. |            |                      |                |                             |                   |                            |
| ۴ | ۴          | «عملیات گیره کاغذ»   | پیت تراویس     | دیوید اولری و تانیا سنت جان | ۲۹ ژانویه ۲۰۱۹    | 1.71                       |
| یک برخورد عجیب بشقاب پرنده با یک هواپیمای مسافربری تجاری، هاینک و کوین را به یک برنامه فوق محرمانه شامل دانشمندان سابق نازی در هانتسویل، آلاباما، معروف به عملیات گیره کاغذ، هدایت می‌کند که یک برنامه اسرارآمیز دارد. رویارویی اولیه بین یک بشقاب پرنده و یک هواپیمای مسافربری بر اساس پرونده یوفو Chiles-Whitted است. |            |                      |                |                             |                   |                            |
| ۵ | ۵          | «فو فایترز»          | نورما بیلی     | دیوید اولری و امیلی بروچین  | ۵ فوریه ۲۰۱۹      | 1.39                       |
| هاینک و کوین یک سری سرنخ‌های عجیب را دنبال می‌کنند که آنها را به یک گروه مخفی هدایت می‌کند که نه تنها ادعا می‌کنند که در طول مبارزه شاهد نورهای عجیب و غریب به نام فو فایترز بوده‌اند، بلکه ادعا می‌کنند راهی برای تماس با آنها می‌دانند. |            |                      |                |                             |                   |                            |
| ۶ | ۶          | «گلوله‌های آتشین سبز» | نورما بیلی     | هارلی پیتون                 | ۱۲ فوریه ۲۰۱۹     | 1.66                       |
| پس از اینکه گلوله‌های آتشین سبز مرموز در طول آزمایش تسلیحات تقریباً باعث فاجعه هسته ای می‌شوند، هاینک و کوین باید بررسی کنند که چگونه ممکن است این اتفاق بیفتد. بر اساس گلوله‌های آتشین سبز که در اطراف تأسیسات نظامی هسته‌ای دیده می‌شوند و پروژه توینکل برای ردیابی و توضیح آنها طراحی شده‌است. |            |                      |                |                             |                   |                            |
| ۷ | ۷          | «استاد پیشاهنگ»      | توماس کارتر    | آرون راپکه و استوارت کی     | ۱۹ فوریه ۲۰۱۹     | 1.31                       |
| پس از ناپدید شدن یک پیشاهنگ زمانی که او و نیروهایش شاهد یک کاردستی عجیب در جنگل هستند، هاینک برای تحقیق برای پروژه کتاب آبی فرستاده می‌شود، در حالی که کوین به یک مأموریت سرکش برای ژنرال هاردینگ کشیده می‌شود. با الهام از پرونده UFO Scoutmaster Sonny DesVergers. |            |                      |                |                             |                   |                            |
| ۸ | ۸          | «بازی‌های جنگی»       | توماس کارتر    | تانیا سنت جان               | ۲۶ فوریه ۲۰۱۹     | 1.45                       |
| وقتی فیلمی منتشر می‌شود که نشان می‌دهد یک جوخه ارتش در طول یک تمرین معمولی مورد حمله یوفو قرار می‌گیرد، ژنرال‌ها هاینک و کوئین را برای تحقیق به آنجا می‌فرستند، جایی که متوجه می‌شوند سربازان نه تنها از اثرات فیزیکی جنگ، بلکه از اثرات روانی نیز رنج می‌برند. بر اساس حوادث UFO ارتش ایالات متحده در طول جنگ کره. |            |                      |                |                             |                   |                            |
| ۹ | ۹          | «آدم‌ربایی»           | الکس گریوز     | شان یابلونسکی               | ۵ مارس ۲۰۱۹       | 1.51                       |
| مردی که از عواقب ناتوان کننده یک آدم‌ربایی فرضی بیگانه رنج می‌برد، هاینک و کوین را زیر اسلحه نگه داشته و از آنها می‌خواهد که در مورد پرونده تحقیق کنند و هاینک را به سمت هیپنوتیزم واپس گرایانه سوق می‌دهد. برخورد بشقاب پرنده از تجربه بشقاب پرنده بتی و بارنی هیل الهام گرفته شده‌است. |            |                      |                |                             |                   |                            |
| ۱۰ | ۱۰         | «گردش شاد واشینگتن»  | الکس گریوز     | دیوید اولری                 | ۱۲ مارس ۲۰۱۹      | 1.55                       |
| هنگامی که واشینگتن دی سی توسط بشقاب پرنده‌ها هجوم می‌آورد، پایتخت کشور به وحشت می‌افتد و اکنون بالاترین رده‌های قدرت وظیفهٔ کشف ماهیت واقعی تهدید را به هاینک و کوین می‌دهند. |            |                      |                |                             |                   |                            |

### فصل دوم (۲۰۲۰)
| شم. کلی | شم. در فصل | عنوان                    | کارگردان      | نویسنده       | تاریخ انتشار اصلی | U.S. تعداد بیننده (میلیون) |
| --- | ---------- | ------------------------ | ------------- | ------------- | ----------------- | -------------------------- |
| ۱۱ | ۱          | «حادثه رازول - قسمت اول» | دران صرافیان  | دیوید اولری   | ۲۱ ژانویه ۲۰۲۰    | 1.43                       |
| هاینک و کوین به دنبال ژنرال هاردینگ به رازول، نیومکزیکو می‌روند، جایی که یک فرد ناشناس تهدید کرده‌است که شواهدی از فرود تصادف غیرزمینی شش سال پیش را در جهان فاش خواهد کرد. با الهام از حادثه یوفو رازول. |            |                          |               |               |                   |                            |
| ۱۲ | ۲          | «حادثه رازول - قسمت دوم» | دران صرافیان  | شان یابلونسکی | ۲۸ ژانویه ۲۰۲۰    | 1.34                       |
| هاینک و کوین به یک مجرم نزدیک می‌شوند و در نهایت حقیقت را در مورد اتفاقی که در رازول رخ داده‌است، می‌فهمند. الهام گرفته از حادثه بشقاب پرنده رازول و فیلم کالبد شکافی بیگانگان. |            |                          |               |               |                   |                            |
| ۱۳ | ۳          | «منطقه ۵۱»               | پیت تراویس    | الک ولز       | ۴ فوریه ۲۰۲۰      | 1.13                       |
| وقتی سربازی در یک پایگاه نظامی در صحرای دورافتاده نوادا ظاهراً توسط بشقاب پرنده ربوده می‌شود، هاینک و کوئین پرونده را در دست می‌گیرند. اما به زودی متوجه خواهند شد که دلایل زیادی وجود دارد که منطقه خطرناک ۵۱ بخواهد اسرار خود را حفظ کند. بر اساس ربوده شدن و مرگ جاناتان لاوت.                                                                 |            |                          |               |               |                   |                            |
| ۱۴ | ۴          | «هاپکینزویل»             | پیت تراویس    | هارلی پیتون   | ۱۱ فوریه ۲۰۲۰     | 1.40                       |
| هنگامی که موجودات بیگانه ادعا شده به خانه ای در کنتاکی روستایی حمله می‌کنند، هاینک و کوئین در برنامه فوق سری سیا، MK Ultra، که معتقد است این حمله ممکن است شروع یک تهاجم بسیار بزرگتر باشد، آورده می‌شوند. با الهام از برخورد کلی-هاپکینزویل و ارجاع به یادداشت پنتاکل.                                                                          |            |                          |               |               |                   |                            |
| ۱۵ | ۵          | «مردان سیاه پوش»         | وندی استانزلر | امیلی بروچین  | ۱۸ فوریه ۲۰۲۰     | 1.09                       |
| وقتی هاینک توسط مرد سیاه پوش مرموز ربوده می‌شود، کوین با سازمان سیا همکاری می‌کند تا او را ردیابی کند و جانش را نجات دهد. به حادثه جزیره موری اشاره می‌کند. |            |                          |               |               |                   |                            |
| ۱۶ | ۶          | «برخورد نزدیک»           | وندی استانزلر | لیندا برستین  | ۲۵ فوریه ۲۰۲۰     | 1.19                       |
| در حالی که اسپرد بر روی مجموعه ای از برخورد نزدیک از نوع سوم، Hynek بازگو تجارب خود را با بدنام پنل رابرتسون و بیگانه عجیب و غریب contactee برای کسی که او همه چیز را در یک خط. شخصیت از contactee دیوید Dubrovsky است که آزادانه در بر جورج ادامسکی.                                                                                          |            |                          |               |               |                   |                            |
| ۱۷ | ۷          | «نفرین اسکین واکر»       | نورما بیلی    | هارلی پیتون   | ۳ مارس ۲۰۲۰       | 1.36                       |
| هاینک و کوین به مزرعه اسکین‌واکر در یوتا می‌روند تا ادعاهای یک خانواده جوان در مورد پدیده‌های غیرقابل توضیح و خطرناک را بررسی کنند. |            |                          |               |               |                   |                            |
| ۱۸ | ۸          | «چه در زیر نهفته‌است»     | جان اسکات     | الک ولز       | ۱۰ مارس ۲۰۲۰      | 1.32                       |
| وقتی مطالب حساس از ژنرال هاردینگ و ولنتاین دزدیده می‌شود، هاینک و کوین متوجه می‌شوند که نه تنها مقصر آن‌ها بسیار نزدیک‌تر از آن چیزی است که تصور می‌کردند، بلکه شواهد غیرقابل انکاری از یک توطئه بشقاب پرنده نیز وجود دارد. ارجاع به هانگار ۱۸ در پایگاه نیروی هوایی رایت-پترسون.                                                                   |            |                          |               |               |                   |                            |
| ۱۹ | ۹          | «فلش شکسته»              | نورما بیلی    | لیندا برستین  | ۱۷ مارس ۲۰۲۰      | 1.34                       |
| هنگامی که هاینک و کوین هواپیمای مرموز را که در بیابان‌های کانادا ناپدید شده‌است، ردیابی می‌کنند، آنها مأموریت خطرناکی را برای بازیابی محموله گم شده آن آغاز می‌کنند که نه تنها Project Blue Book، بلکه کل جهان را تهدید می‌کند. از دست دادن یک هواپیمای نظامی پس از برخورد ظاهری با یک بشقاب پرنده در حریم هوایی کانادا، بر اساس حادثه Kinross است. |            |                          |               |               |                   |                            |
| ۲۰ | ۱۰         | «عملیات بریس اصلی»       | لونی پریستر   | دیوید اولری   | ۲۴ مارس ۲۰۲۰      | 1.42                       |
| هنگامی که بشقاب پرنده‌ها و USOها (اشیاء شناور ناشناس) شروع به انجام یک تمرین دریایی عظیم در مرز آب‌های روسیه می‌کنند، هاینک و کوین متوجه می‌شوند که متوقف کردن یک دریاسالار سرکش از شروع جنگ جهانی سوم به عهده آنهاست. |            |                          |               |               |                   |                            |

## تولید
این سریال در ونکوور، بریتیش کلمبیا، کانادا فیلمبرداری شده‌است. این فیلم توسط هیستوری و شبکه‌های تلویزیونی A&E تهیه شده‌است.
فیلمبرداری فصل دوم در ۱۵ ژوئیه ۲۰۱۹ آغاز شد و انتظار می‌رفت در ۱۳ نوامبر ۲۰۱۹ به پایان برسد.

## بازخورد

### پاسخ انتقادی
در وب‌سایت جمع‌آوری نقد راتن تومیتوز، این سریال بر اساس ۱۷ بررسی، با میانگین امتیاز ۶٫۶۵/۱۷، دارای رتبهٔ تأیید ۶۵٪ است. اجماع انتقادی این وب‌سایت می‌گوید: «پروژه کتاب آبی احتمالاً با اقتباس آزاد از پدیده‌های غیرقابل توضیح تاریخی، طرفداران ماوراء الطبیعه را مجذوب خود خواهد کرد، اما این سریال دکمه‌دار فاقد قدرت روایی برای جذب فراتر از باورمندان واقعی است.» متاکریتیک، که از میانگین وزنی استفاده می‌کند، بر اساس ۱۰ منتقد، امتیاز ۵۶ از ۱۰۰ را به خود اختصاص داد که نشان دهنده «بررسی‌های مختلط یا متوسط» است.
رابرت شیفر، محقق و شکاک ماوراء الطبیعه، با مرور چهار قسمت اول، به نادرستی‌ها و "کاذب های" تاریخی متعددی اشاره می‌کند که برخی از آنها را "پوچ" توصیف می‌کند. او با نگرانی از گمراه کردن بینندگان، نتیجه می‌گیرد که "... این برنامه به افراد واقعی با نام واقعی، یک برنامه دولتی واقعی و حوادث واقعی اشاره می‌کند. سپس جزئیات پوچ و اختراعی را در هم می‌آمیزد، در حالی که ادعا می‌کند که نمایش بر اساس رویدادهای واقعی است. "

### رتبه‌بندی

#### فصل اول
| شماره | عنوان                           | تاریخ پخش      | رتبه‌بندی (۱۸–۴۹) | بینندگان (میلیون) | DVR (۱۸–۴۹) | بینندگان DVR (میلیون) | مجموع (۱۸–۴۹) | مجموع بینندگان (میلیون) |
| ----- | ------------------------------- | -------------- | ---------------- | ----------------- | ----------- | --------------------- | ------------- | ----------------------- |
| 1     | «The Fuller Dogfight»           | ۸ ژانویه ۲۰۱۹  | ۰٫۴              | 2.27              | ۰٫۴         | ۱٫۶۱                  | ۰٫۸           | 3.88                    |
| 2     | «The Flatwoods Monster»         | ۱۵ ژانویه ۲۰۱۹ | ۰٫۳              | 1.88              | ۰٫۴         | ۱٫۸۲                  | ۰٫۷           | 3.70                    |
| 3     | «The Lubbock Lights»            | ۲۲ ژانویه ۲۰۱۹ | ۰٫۴              | 1.95              | ۰٫۴         | ۱٫۸۵                  | ۰٫۸           | 3.79                    |
| 4     | «Operation Paperclip»           | ۲۹ ژانویه ۲۰۱۹ | ۰٫۳              | 1.71              | ۰٫۴         | ۱٫۷۷                  | ۰٫۷           | 3.48                    |
| 5     | «Foo Fighters»                  | ۵ فوریه ۲۰۱۹   | ۰٫۳              | 1.39              | —           | —                     | —             | —                       |
| 6     | «The Green Fireballs»           | ۱۲ فوریه ۲۰۱۹  | ۰٫۳              | 1.66              | ۰٫۴         | ۱٫۵۵                  | ۰٫۷           | 3.21                    |
| 7     | «The Scoutmaster»               | ۱۹ فوریه ۲۰۱۹  | ۰٫۳              | 1.31              | ۰٫۳         | ۱٫۵۴                  | ۰٫۶           | 2.84                    |
| 8     | «War Games»                     | ۲۶ فوریه ۲۰۱۹  | ۰٫۳              | 1.45              | ۰٫۳         | ۱٫۳۹                  | ۰٫۶           | 2.84                    |
| 9     | «Abduction»                     | ۵ مارس ۲۰۱۹    | ۰٫۳              | 1.51              | ۰٫۳         | ۱٫۲۷                  | ۰٫۶           | 2.78                    |
| 10    | «The Washington Merry-Go Round» | ۱۲ مارس ۲۰۱۹   | ۰٫۳              | 1.55              | ۰٫۳         | ۱٫۳۲                  | ۰٫۶           | 2.87                    |

#### فصل دوم
| شماره | عنوان                            | تاریخ پخش      | رتبه‌بندی (۱۸–۴۹) | بینندگان (میلیون) | DVR (۱۸–۴۹) | بینندگان DVR (میلیون) | مجموع (۱۸–۴۹) | مجموع بینندگان (میلیون) |
| ----- | -------------------------------- | -------------- | ---------------- | ----------------- | ----------- | --------------------- | ------------- | ----------------------- |
| 1     | «The Roswell Incident - Part I»  | ۲۱ ژانویه ۲۰۲۰ | ۰٫۳              | 1.43              | —           | ۱٫۳۱                  | —             | 2.74                    |
| 2     | «The Roswell Incident - Part II» | ۲۸ ژانویه ۲۰۲۰ | ۰٫۲              | 1.34              | —           | ۱٫۱۸                  | —             | 2.53                    |
| 3     | «Area 51»                        | ۴ فوریه ۲۰۲۰   | ۰٫۲              | 1.13              | —           | ۱٫۲۰                  | —             | 2.33                    |
| 4     | «Hopkinsville»                   | ۱۱ فوریه ۲۰۲۰  | ۰٫۳              | 1.40              | —           | —                     | —             | —                       |
| 5     | «The Men in Black»               | ۱۸ فوریه ۲۰۲۰  | ۰٫۲              | 1.09              | —           | —                     | —             | —                       |
| 6     | «Close Encounters»               | ۲۵ فوریه ۲۰۲۰  | ۰٫۲              | 1.19              | —           | ۱٫۱۹                  | —             | 2.38                    |
| 7     | «Curse of the Skinwalker»        | ۳ مارس ۲۰۲۰    | ۰٫۲              | 1.36              | —           | ۱٫۱۱                  | —             | 2.47                    |
| 8     | «What Lies Beneath»              | ۱۰ مارس ۲۰۲۰   | ۰٫۲              | 1.32              | —           | —                     | —             | —                       |
| 9     | «Broken Arrow»                   | ۱۷ مارس ۲۰۲۰   | ۰٫۲              | 1.34              | —           | ۱٫۰۸                  | —             | 2.42                    |
| 10    | «Operation Mainbrace»            | ۲۴ مارس ۲۰۲۰   | ۰٫۲              | 1.42              | —           | ۱٫۰۹                  | —             | 2.51                    |